# Xã đặc quyền Sheridan, Michigan
Xã Sheridan (tiếng Anh: Sheridan Township) là một xã thuộc quận Newaygo, tiểu bang Michigan, Hoa Kỳ. Năm 2010, dân số của xã này là 2.510 người.